# DC Showcase
DC Showcase (engl. für „Detektiv Comics Schaukasten“) ist eine Reihe von Direct-to-DVD-Kurzfilmen, die Geschichten von weniger bekannten DC-Comics-Superhelden erzählen. Diese Kurzfilme sind als Extra auf diversen DVDs der Reihe DC Universe Animated Original Movies zu finden.

## The Spectre
Jim Corrigan untersucht den Mord am Vater seiner Geliebten Foster Brenner. Während seiner Ermittlungen werden die beiden Verdächtigen auf mysteriöse Art und Weise in Unfälle verwickelt und sterben, bevor die Polizei sie festnehmen kann.

### Synchronisation
| Charakter                  | US Sprecher   | DE Sprecher       |
| -------------------------- | ------------- | ----------------- |
| Jim Corrigan / The Spectre | Gary Cole     | Peter Flechtner   |
| Aimee Brenner              | Alyssa Milano | Dascha Lehmann    |
| Foster Brenner             | Jeff Bennett  | Jan Spitzer       |
| Peter McCoy                | Jeff Bennett  | Tommy Morgenstern |
| Flemming                   | Jeff Bennett  | Lutz Mackensy     |
| Drew Flynn                 | Rob Paulsen   | Frank Schröder    |
| Lt. Brice                  | Rob Paulsen   | Christoph Banken  |
| Deandre                    | Rob Paulsen   | Klaus Lochthove   |
| Police Captain             | Jon Polito    | Gerald Paradies   |

### Verfügbarkeit
Der Kurzfilm ist als Bonus in der 2-Disk-Edition des Filmes Justice League: Crisis on Two Earths in englischer Sprachfassung mit deutschen Untertiteln zu finden. Die deutsche Fassung ist nur in der DVD-Box DC Universe 75th Anniversary Collection als Teil der Disk Superman/Shazam!: The Return of Black Adam enthalten.

## Jonah Hex
Kopfgeldjäger Jonah Hex ist auf der Suche nach Red Doc, einem Schwerverbrecher, der für 500 $ Belohnung gesucht wird. Auf seiner Suche kommt er zu einem Saloon, in dem fragwürdige Dinge geschehen.

### Synchronisation
| Charakter       | US Sprecher           | DE Sprecher              |
| --------------- | --------------------- | ------------------------ |
| Jonah Hex       | Thomas Jane           | Oliver Stritzel          |
| Madame Lorraine | Linda Hamilton        | Claudia Urbschat-Mingues |
| Bartender       | Jason Marsden         | Uwe Jellinek             |
| Red Doc         | Michael Rooker        | Jan Spitzer              |
| Bar Girl        | Michelle Trachtenberg | Ursula Hugo              |

### Verfügbarkeit
Der Kurzfilm ist als Bonus in der 2-Disk-Edition des Filmes Batman: Under the Red Hood in englischer Sprachfassung mit deutschen Untertiteln zu finden. Die deutsche Fassung ist nur in der DVD-Box DC Universe 75th Anniversary Collection als Teil der Disk Superman/Shazam!: The Return of Black Adam enthalten.

## Green Arrow
Graf Vertigo heuert Merlyn an, um Prinzessin Pertita, Vertigos Nichte, ermorden zu lassen und selbst den Thron von Vlatava zu übernehmen. Green Arrow schafft es, Merlyn auszuschalten, wird aber kurz darauf von Vertigo angegriffen. Arrow wird in seiner Not von Black Canary gerettet, woraufhin er vor ihr auf die Knie fällt und sie bittet, ihn zu heiraten.

### Synchronisation
| Charakter                  | US Sprecher      | DE Sprecher   |
| -------------------------- | ---------------- | ------------- |
| Oliver Queen / Green Arrow | Neal McDonough   | Till Hagen    |
| Merlyn                     | Malcolm McDowell | Lutz Mackensy |
| Graf Vertigo               | Steven Blum      | Jan Spitzer   |
| Black Canary               | Grey DeLisle     | Peggy Sander  |

### Verfügbarkeit
Der Kurzfilm ist als Bonus in der 2-Disk-Edition des Filmes Superman/Batman: Apocalypse in englischer Sprachfassung mit deutschen Untertiteln zu finden. Die deutsche Fassung ist nur in der DVD-Box DC Universe 75th Anniversary Collection als Teil der Disk Superman/Shazam!: The Return of Black Adam enthalten.

## Superman/Shazam!: The Return of Black Adam
Billy Batson, ein Junge von der Straße, trifft sich mit Clark Kent, Reporter des Daily Planet, damit dieser eine Story über sein Leben schreiben kann. Während des Treffens werden die beiden von Black Adam angegriffen. In der Verkleidung seines Alter Ego Superman nimmt Kent den Kampf mit Black Adam auf, ist ihm aber schon nach kurzer Zeit unterlegen. Währenddessen trifft Billy den Zauberer Shazam, der ihm übermenschliche Kräfte schenkt und ihn in Captain Marvel verwandelt. Zusammen mit Superman zwingt er Black Adam in die Knie, welcher nach seiner Niederlage an den äußersten Rand des Universums verbannt werden soll.

### Synchronisation
| Charakter             | US Sprecher              | DE Sprecher      |
| --------------------- | ------------------------ | ---------------- |
| Clark Kent / Superman | George Newbern           | Sascha Rotermund |
| Captain Marvel        | Jerry O’Connell          | Detlef Bierstedt |
| Black Adam            | Arnold Vosloo            | Gerald Paradies  |
| Billy Batson          | Zach Callison            | ?                |
| Mister Tawky Tawny    | Kevin Michael Richardson | Tilo Schmitz     |
| Shazam                | James Garner             | Kaspar Eichel    |

### Verfügbarkeit
Der Kurzfilm ist nur in der DVD-Box DC Universe 75th Anniversary Collection als Teil der Disk Superman/Shazam!: The Return of Black Adam in deutscher Sprachfassung verfügbar.

## Weitere Filme
- 2011: DC Showcase: Catwoman
- 2019: DC Showcase: Sgt. Rock
- 2019: DC Showcase: Death
- 2020: DC Showcase: The Phantom Stranger
- 2020: DC Showcase: Adam Strange
- 2020: Batman: Death in the Family
- 2021: DC Showcase: Kamandi: The Last Boy on Earth!
- 2021: DC Showcase: The Losers
- 2021: DC Showcase: Blue Beetle
- 2022: DC Showcase: Constantine – The House of Mystery